# Костин (Коми)
Костин  — деревня в Сысольском районе Республики Коми в составе сельского поселения  Куратово. 

## География
Расположена на расстоянии менее 1 км на юг от центра поселения села Куратово.  

## История
Была известна с 1859 года.

## Население
Постоянное население  составляло 4 человека (коми 100%) в 2002 году, 2 в 2010 .